# Andrzej Drop
Andrzej Drop (ur. 26 lipca 1950 w Kraśniku Lubelskim) – polski lekarz radiolog, profesor nauk medycznych, rektor Uniwersytetu Medycznego w Lublinie w kadencjach 2012–2016 i 2016–2020.

## Życiorys
W 1974 ukończył studia ma Wydziale Lekarskim Pomorskiej Akademii Medycznej w Szczecinie, uzyskując dyplom lekarza medycyny. Odbył następnie staż dyplomowy oraz studia doktoranckie w Akademii Medycznej w Lublinie, które ukończył w 1979. Doktoryzował się, a w 1998 uzyskał stopień naukowy doktora habilitowanego nauk medycznych w oparciu o pracę pt. Konwencjonalna dynamiczna tomografia komputerowa zmian ogniskowych wątroby. Badania nad optymalnym protokołem aplikacji środka cieniującego. W 2005 otrzymał tytuł naukowy profesora nauk medycznych.
Uzyskał specjalizację I i II stopnia z zakresu radiologii ogólnej (1978 i 1982) oraz specjalizację II stopnia z zakresu zdrowia publicznego (2000). Przez trzynaście lat był wojewódzkim konsultantem ds. radiologii w województwie tarnobrzeskim. W 1999 został konsultantem wojewódzkim z zakresu radiologii i diagnostyki obrazowej w województwie lubelskim. W 2010 objął kierownictwo Zakładu Radiologii i Medycyny Nuklearnej w Samodzielnym Publicznym Szpitalu Klinicznym nr 4 w Lublinie.
Jako nauczyciel akademicki związany z Akademią Medyczną w Lublinie, przekształconą w Uniwersytet Medyczny. Na uczelni tej był w latach 1999–2005 prodziekanem Wydziału Lekarskiego, natomiast od 2005 do 2012 pełnił funkcję prorektora. W 2012 został wybrany na rektora Uniwersytetu Medycznego w Lublinie. W 2016 uzyskał reelekcję na drugą czteroletnią kadencję.
Został członkiem Komitetu Fizyki Medycznej, Radiobiologii i Diagnostyki Obrazowej PAN oraz Polskiego Lekarskiego Towarzystwa Radiologicznego (przewodniczył oddziałowi lubelskiemu, a w latach 2001–2005 był wiceprzewodniczącym zarządu głównego tej organizacji). Jest autorem ponad 400 publikacji naukowych.

## Odznaczenia
- Krzyż Kawalerski Orderu Odrodzenia Polski (za wybitne zasługi w działalności na rzecz rozwoju medycyny, 2019)[4]
- Złoty Krzyż Zasługi (za zasługi w działalności naukowo-badawczej, za osiągnięcia w pracy dydaktycznej, 2002)[5]
- Srebrny Krzyż Zasługi (za wzorowe, wyjątkowo sumienne wykonywanie obowiązków wynikających z pracy zawodowej, 1994)[6]